# أودي إيه4
أودي إيه4 هي سيارة عائلية من صنع شركة أودي الألمانية. بدأ صنع أودي سنة 1994 وتمت صناعة أول سيارة بنجاح منذ ذلك الحين نجحت أربعة أجيال من أودي وهي على التوالي A4 B5 و A4 B6 و A4 B7 و A4B8.

## الأنواع
يوجد بسيارة أودي 13 نوعا وتنقسم بدورها إلى أنواع وتختلف كل واحدة عن الأخرى وهي على التوالي:
- AUDI A1
- AUDI A3

A3
A3 SPORTBACK
A3 CABRIOLET
S3
S3 SPORTBACK
RS3 SPORTBACK
- AUDI A4

A4 BERLINE
A4 AVANT
A4 ALLROAD QUATTRO
S4 BERLINE
S4 AVANT
- AUDI A5

A5 Coupé
A5 SPORTBACK
A5 CABRIOLET
S5 Coupé
S5 SPORTBACK
S5 CABRIOLET
RS 5 coupé
- AUDI A6

A6 BERLINE
A6 AVANT
A6 ALLROAD QUATTRO
- AUDI A7

A7 SPORTBACK
- AUDI A8

A8
A8 L
A8 L W12
- AUDI Q3
- AUDI Q5
- AUDI Q7

Q7
Q7 V12 TDI QUATTRO
- AUDI TT

TT coupé
TT ROADSTER
TTS coupé
TTS ROADSTER
TT RS coupé
TT RS ROADSTER
- AUDI R8

R8 coupé
R8 SPYDER
R8 GT
R8 GT SPYDER
- AUDI e-tron

A3 e-tron CONCEPT
e-tron SPYDER
A1 e-tron
e-tron DETROIT
e-tron FRANKFURT

## المكانة العالمية
تعتبر سيارة أودي بشكل عام من أحسن وأضخم السيارات في العالم.

## وصلات خارجية
- موقع أودي إيه 4.
- موقع أودي.